# Tilli Endre
Tilli Endre vagy Tilly Endre (Budapest, 1922. augusztus 15. – Shannon, 1958. augusztus 14.) világbajnok, olimpiai bronzérmes magyar vívó, edző, szakíró.

## Sportolói pályafutása
A Budapesti Vasas vívójaként 1948-tól 1957-ig szerepelt a magyar válogatottban. Mindhárom fegyvernemben versenyzett, pályafutása elején kardvívásban, később tőrvívásban ért el jelentős eredményeket. A magyar férfi tőrcsapat tagjaként két olimpiai és négy világbajnoki érmet nyert.
A magyar férfi tőrvívás pályafutása időszakában zárkózott fel a világ élvonalához. Az 1957. évi párizsi világbajnokságon tagja volt a magyar férfi tőrvívás első világbajnoki címét nyerő csapatnak. Legjobb egyéni eredménye az 1953. évi brüsszeli világbajnokságon elért negyedik helyezés.
Az aktív sportolástól 1957-ben vonult vissza.

### Sporteredményei

#### Tőrvívásban
- kétszeres olimpiai 3. helyezett:
  - 1952, Helsinki: csapat (Berczelly Tibor, Gerevich Aladár, Maszlay Lajos, Palócz Endre, Sákovics József)
  - 1956, Melbourne: csapat (Fülöp Mihály, Gyuricza József, Marosi József, Sákovics József, Somodi Lajos)
- világbajnok:
  - 1957, Párizs: csapat (Czvikovszky Ferenc, Fülöp Mihály, Gyuricza József, Kamuti Jenő)
- világbajnoki 2. helyezett:
  - 1955, Róma: csapat (Fülöp Mihály, Gyuricza József, Marosi József, Pacséri Kázmér, Szőcs Bertalan)
- kétszeres világbajnoki 3. helyezett:
  - 1953, Brüsszel: csapat (Gerevich Aladár, Gyuricza József, Maszlay Lajos, Palócz Endre, Sákovics József)
  - 1954, Luxembourg: csapat (Gerevich Aladár, Gyuricza József, Marosi József, Palócz Endre, Szőcs Bertalan)
- világbajnoki 4. helyezett:
  - 1953, Brüsszel: egyéni
- kétszeres főiskolai világbajnoki 2. helyezett:
  - 1949, Budapest: egyéni
  - 1949, Budapest: csapat (Balthazár Lajos, Márkus László, Sákovics József)
- kilencszeres magyar bajnok:
  - egyéni: 1951–1954
  - csapat: 1948, 1951–1953, 1956

#### Kardvívásban
- főiskolai világbajnok:
  - 1949, Budapest: csapat (Kárpáti Rudolf, Karvázy István, Németh Dezső, Versényi Lajos)
- magyar bajnok
  - csapat: 1950

## Edzői és szakírói pályafutása
Már aktív sportpályafutása alatt tudományos alapossággal foglalkozott a vívással. Több, az ötvenes évek első felében megjelent vívószakkönyv társszerzője.
Visszavonulása után az egyiptomi vívóválogatott edzője lett, illetve nemzetközi versenyeken bíróként vett részt. Az írországi Shannon környékén – az 1958. évi philadelphiai világbajnokságra utazva – repülőgép-szerencsétlenség áldozata lett.

### Főbb művei
- Tőr- és párbajtőrvívás (Bay Bélával és Rerrich Bélával, Budapest, 1953)
- A kardvívás (Rerrich Bélával, Budapest, 1954)
- A magyar vívás kézikönyve (Rerrich Bélával, Budapest, 1955)

## Díjai, elismerései
- Magyar Köztársasági Sportérdemérem bronz fokozat (1949)[1]